# Undecima (hudba)
Undecima (z lat. undecimus – jedenáctý) je hudební interval skládající se z oktávy a kvarty. V rovnoměrně temperovaném ladění obsahuje undecima 17 půltónů. V harmonii a kontrapunktu se s undecimou zachází takřka stejným způsobem jako s kvartou. Objevuje se ve složitých jazzových akordech, které mají v označení číslovku „11“.